# چاه خشکان
چاه خشکان یک منطقهٔ مسکونی در ایران است که در بخش مرکزی شهرستان سربیشه واقع شده‌است. چاه خشکان ۶۱ نفر جمعیت دارد.